# Millioenen-studiën
De Millioenen-studiën van Multatuli verschenen in het dagblad Het Noorden tussen 1870 en 1873. Daar werd het afgebroken, omdat de lezers er niets van begrepen. Dat was geen groot wonder: het werk behandelt allerlei onderwerpen over moraal en politiek en maatschappij, die gevlochten worden om het eigenlijke onderwerp: de kansen aan de speelbank.